# Menhammar gård

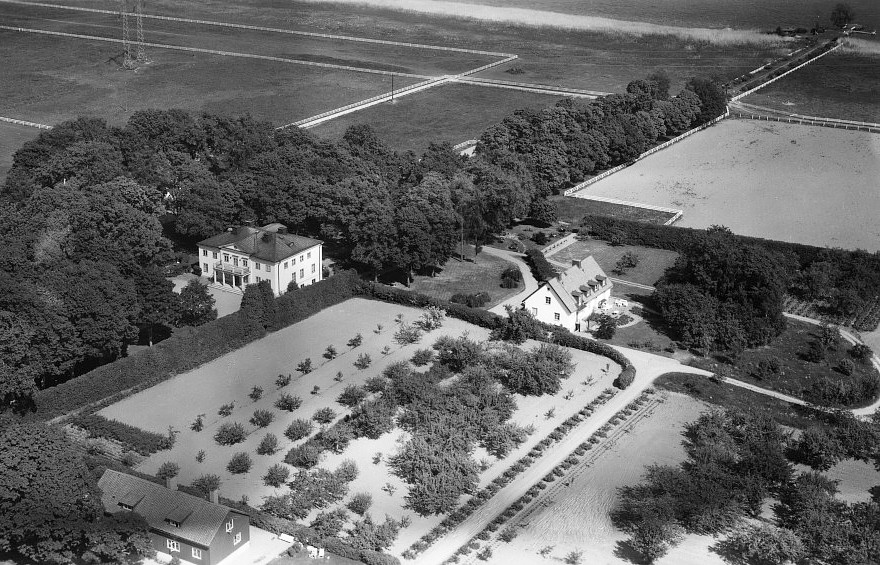
Menhammar gård från luften 1963.

Menhammar gård (äldre stavning Menhambra och Menhamra) är ett tidigare kronogods i Menhammar i Ekerö socken, dagens Ekerö kommun, Stockholms län. Sedan 1947 finns här Menhammar stuteri, en av Sveriges äldsta och största uppfödare av varmblodiga travhästar.

## Historik

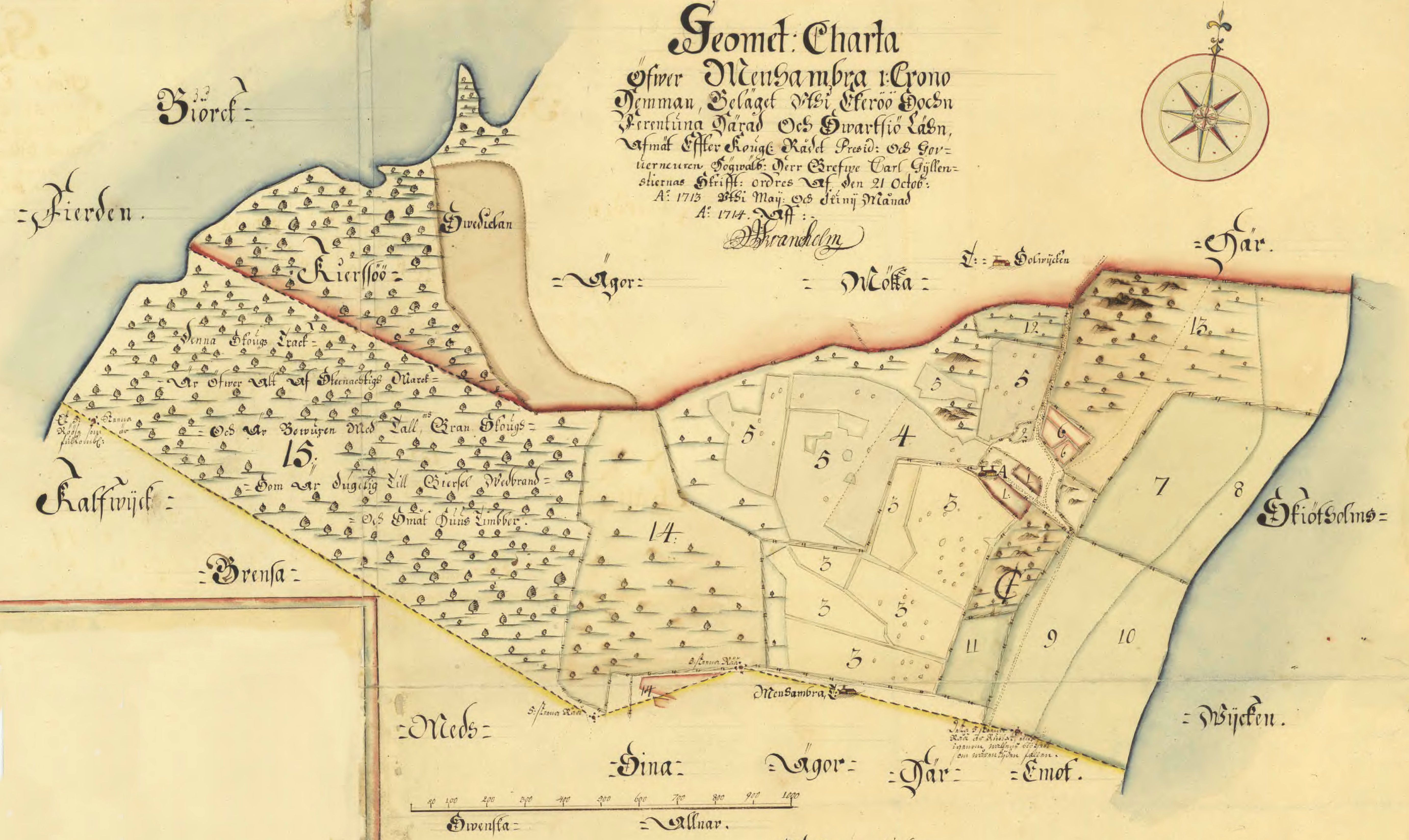
Karta över Menhammras ägor 1714.

Menhammar omnämns i skrift redan 1288, då som Runhammar. I dokumentet framgår att Birger Jarls yngste son, Bengt Birgersson, skänker gården till Sancta Clara kloster i Stockholm. Klostret ägde Menhammar fram till tidigt 1500-tal innan den bytte ägare igen. 1540 konfiskerade Gustav Vasa Menhammar till krongods.
Egendomen har åtminstone delvis tillhört släkten Skytte. 1670 ägdes Menhammar av Johan Widekindi. Han vistades ofta på sin gård där han avled 1678. Menhammar ägdes 1685 dels av släkten Gyllenstierna, dels af släkten Gripenstjerna. 1714 lät Carl Gyllenstierna upprätta en karta över egendomen. På karten framgår att egendomen sträckte sig tvärs över den smala landstungan mellan Ekerön i söder och Munsön i norr och mellan Hovgårdsfjärden i väster och Långtarmen i öster. Sedermera ägdes Menhammar av släkterna Silfverström (1772), Helund (1849) och handelsmannen J. Carlsén (1861).
En av ägarna under 1900-talet var krögaren och källarmästaren Sten Hellberg som 1947 avled på sitt gods Menhammar. Därefter utbröt en arvstvist som satt tidningsrubriker. Striden gällde speciellt den dyrbara inredningen som representerade "omåttliga värden". Egendomen köptes 1947 av skeppsredaren Olof Wallenius. Han var även hästägare och ville samla alla sina ston på ett och samma ställe. Sedan dess är Menhammar i familjen Wallenius-Klebergs ägo som även förvärvade flera gårdar i närheten, bland dem Kärsö gård. Familjen bedriver hästuppfödning och jordbruk. Förutom cirka 300 hästar finns ett 50-tal kor och lika många får på gården.

## Bebyggelsen

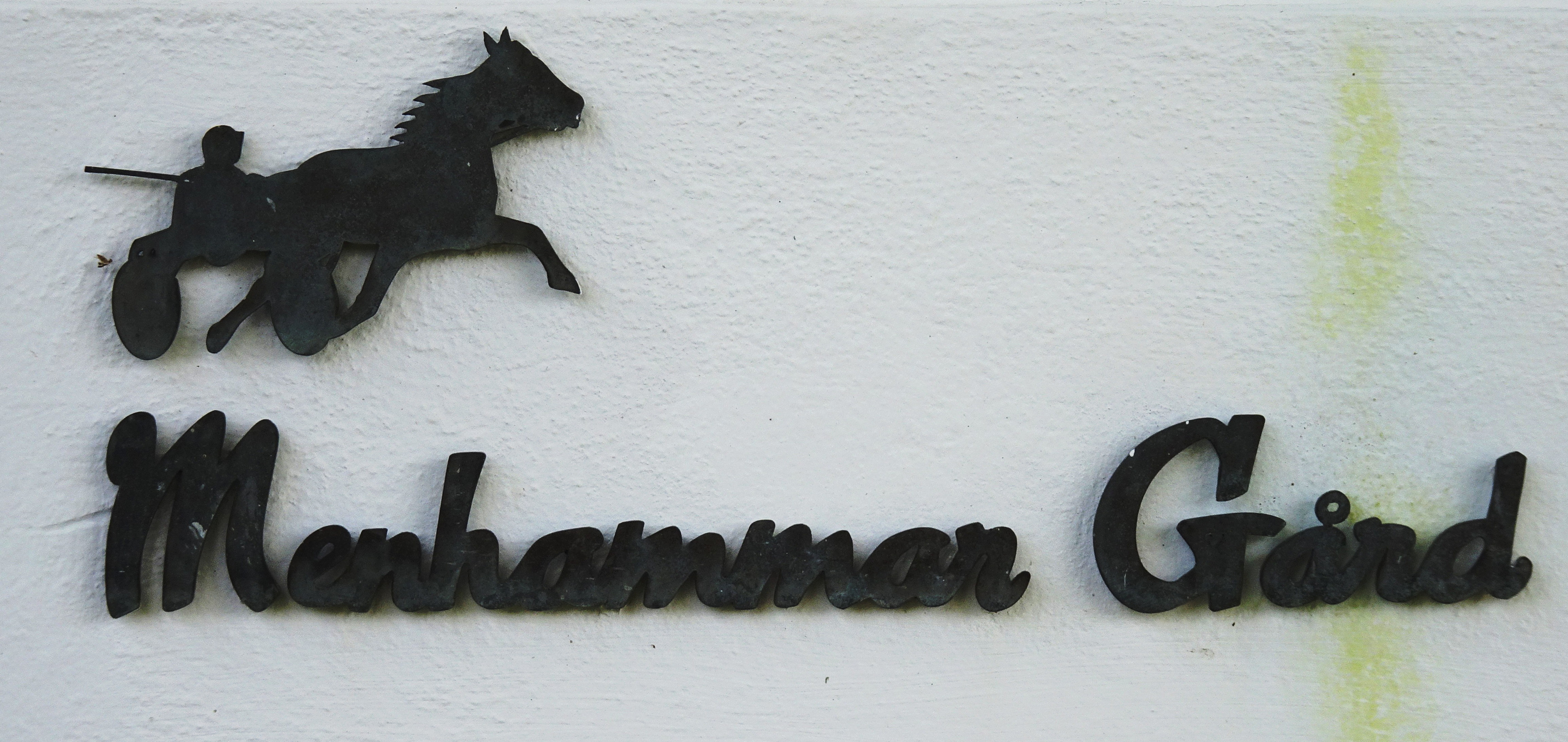
Stuteriets emblem.

Gårdens corps de logi uppfördes 1817 och placerades mitt på en 830 meter lång centralaxel som sträcker sig från dagens Ekerövägen till Menhammarsviken som är en del av Långtarmen. Huset är byggt av tegel motsvarande sju fönsteraxlars längd och två våningars höjd under ett flackt plåttak. Fasaderna är putsade och avfärgade i ljusgul kulör. Entréfasaden domineras av en frontespis med en pelarburen altan. Byggnaden innehöll till en början 18 rum. På 1850-talet tillkom ladugård, logbyggnader och tröskverk. På 1870-talet bestod gårdens ägor av 112 tunnland odlingsbar åker, 50 tunnland äng samt 70-80 tunnland skog och hagmark.
Idag består bebyggelsen av en mängd ekonomibyggnader anpassade till gårdens hästverksamhet. Till anläggningen hör även en travträningsbana. Totalt hör 1 800 hektar mark till Menhammar och ett femtontal personer arbetar med lantbruket och naturförvaltningen.

## Bilder

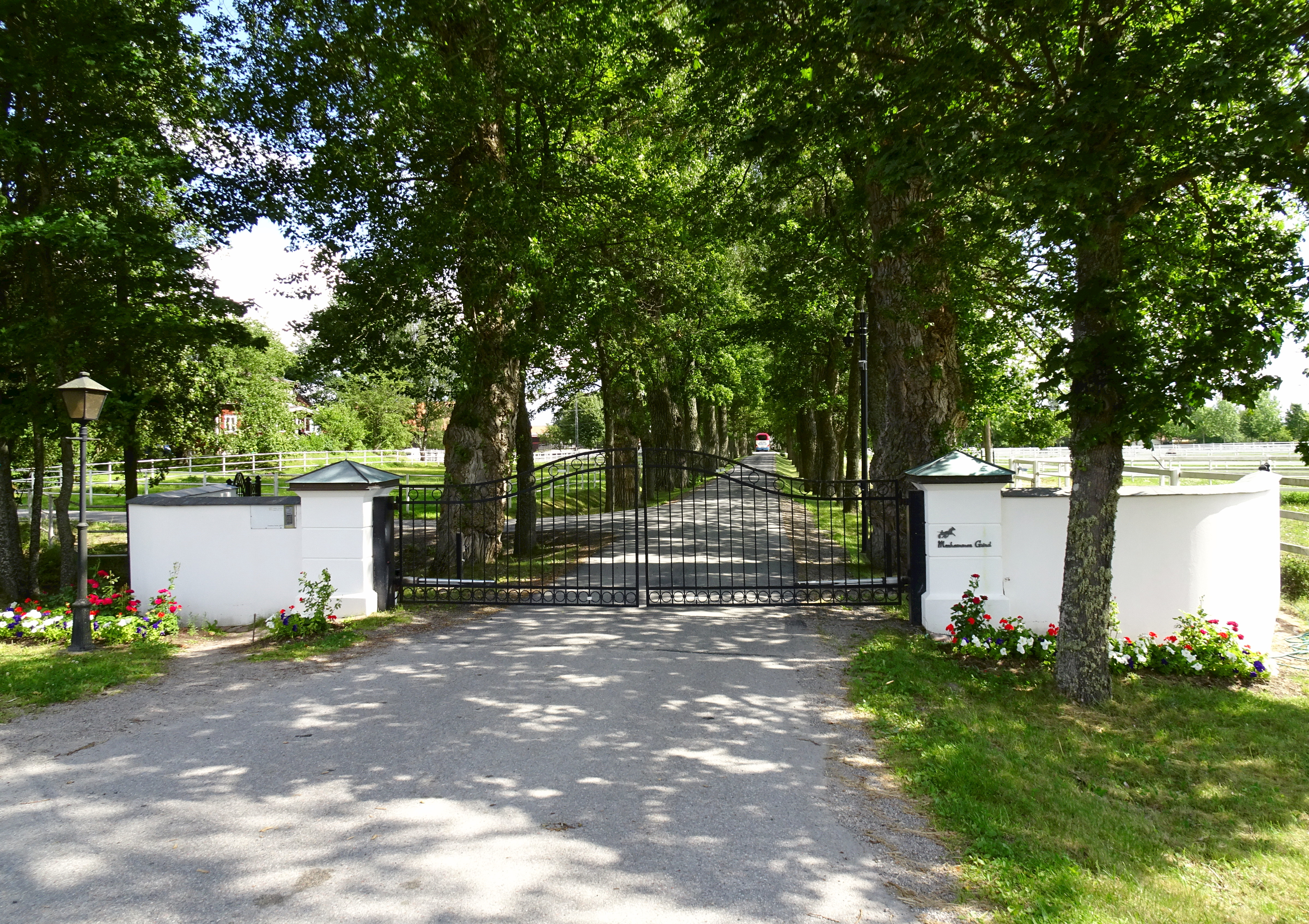
Infart och allén till gården.
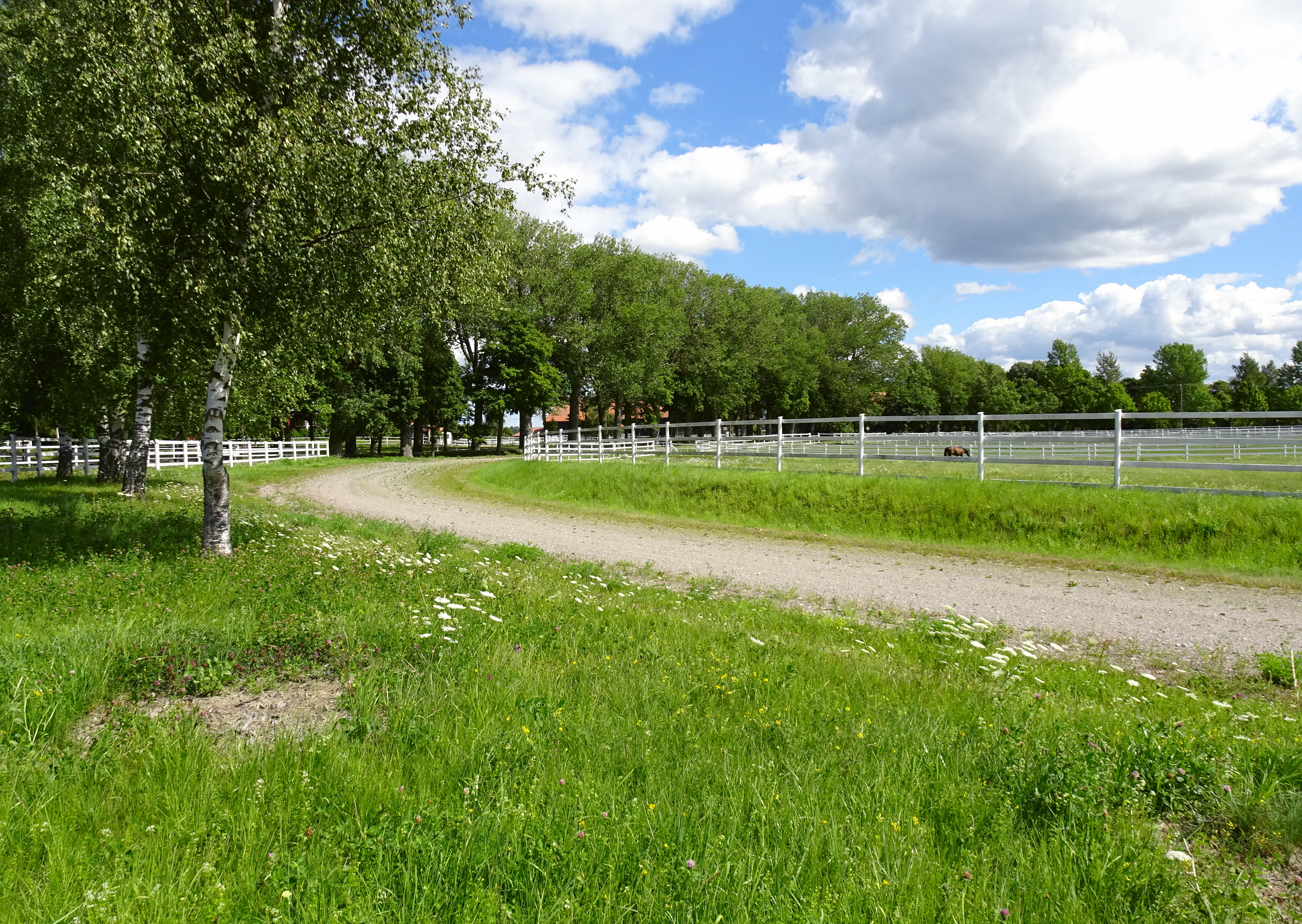
Travträningsbanan.
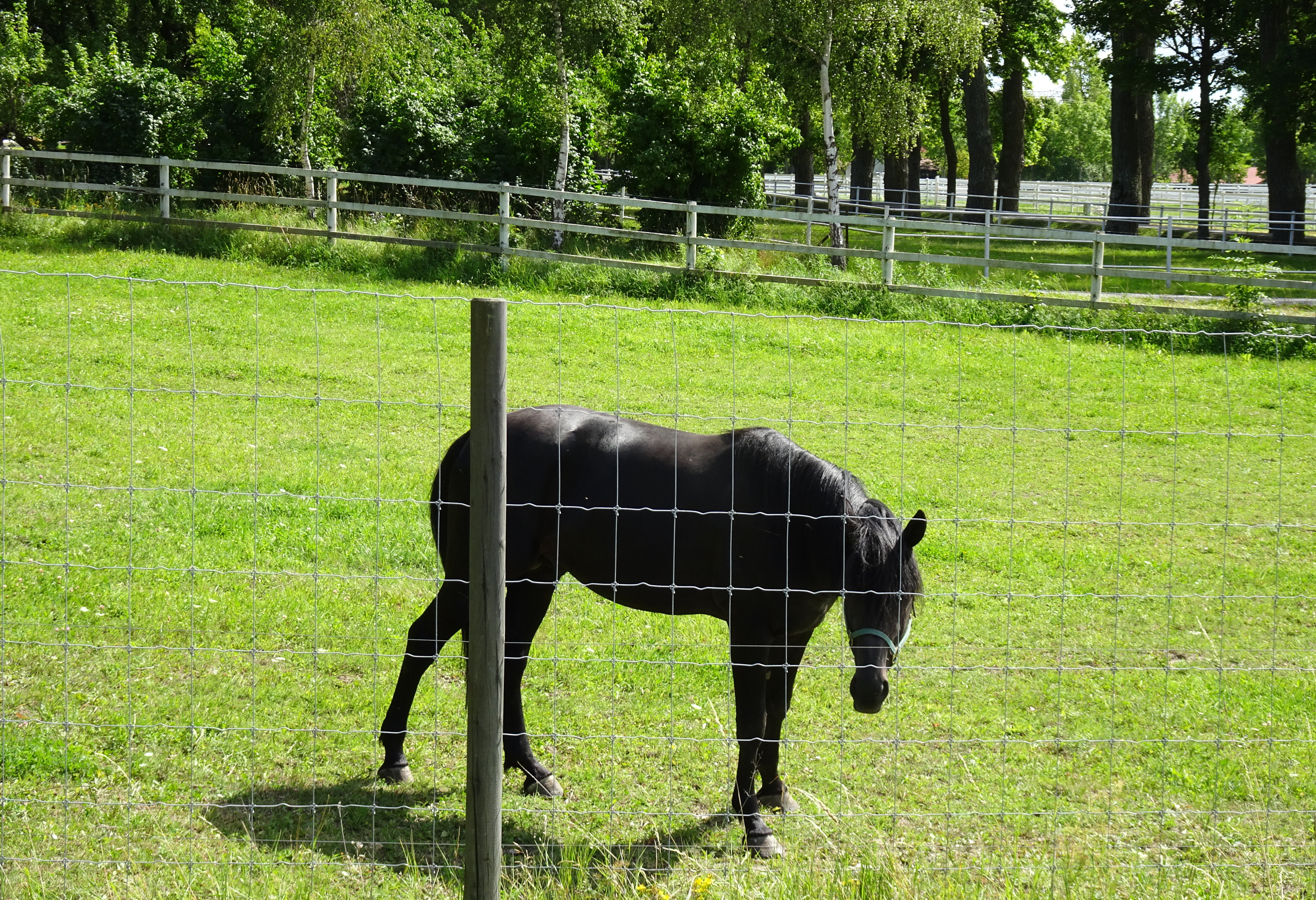
En av gårdens hästar.
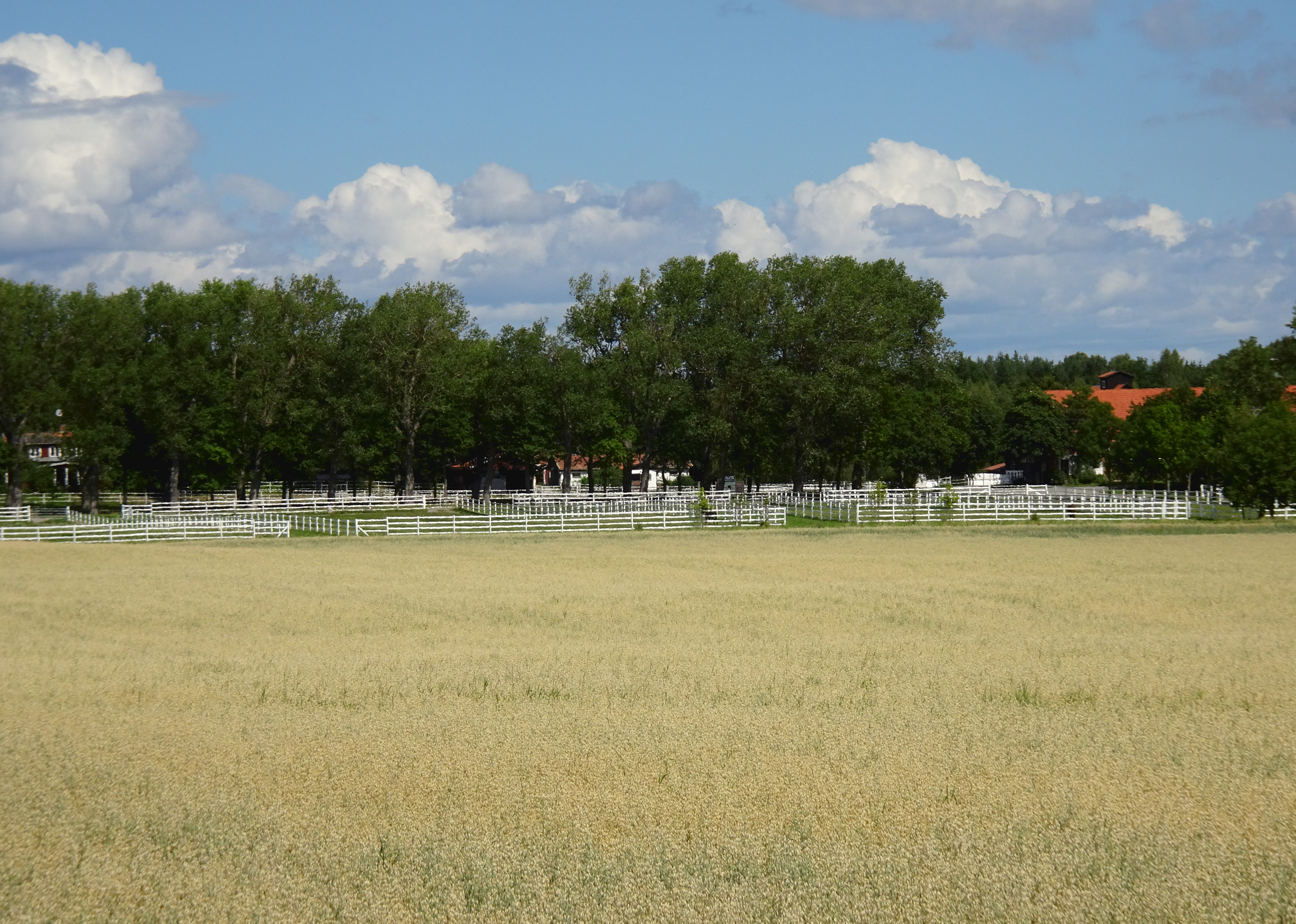
Menhammars hästhagar och kulturlandskap.